# Armas de destrucción masiva en Pakistán
Pakistán es uno de los nueve estados que posee armas nucleares. Pakistán comenzó el desarrollo de armas nucleares en enero de 1972 bajo el mandato del primer ministro Zulfikar Ali Bhutto, quien delegó el programa al presidente de la Comisión de Energía Atómica de Pakistán (PAEC), Munir Ahmad Khan, con el compromiso de tener una bomba lista para fines de 1976. Dado que la PAEC, que consta de más de veinte laboratorios y proyectos bajo el ingeniero nuclear Munir Ahmad Khan, estaba retrasando y tenía considerables dificultades para producir material fisible, Bhutto trajo de Europa a Abdul Qadeer Khan a finales de 1974. Como señaló Houston Wood, "el paso más difícil en la construcción de un arma nuclear es la producción de material fisionable"; como tal, este trabajo en la producción de material fisionable como jefe del Proyecto Kahuta fue fundamental para que Pakistán desarrollara la capacidad de detonar una bomba nuclear a fines de 1984.
El Proyecto Kahuta comenzó bajo la supervisión de una junta de coordinación que vigiló las actividades de los KRL y la PAEC. La Junta estaba integrada por A. G. N. Kazi (secretario general de finanzas), Ghulam Ishaq Khan (secretario general de defensa) y Agha Shahi (secretario general de asuntos exteriores), quienes reportaban directamente a Bhutto. Ghulam Ishaq Khan y el general Tikka Khan nombraron como ingeniero militar al general Ali Nawab para el programa. Finalmente, la supervisión pasó al teniente general Zahid Ali Akbar Khan en la administración del presidente general Muhammad Zia-ul-Haq. En abril de 1978 se logró un enriquecimiento moderado de uranio para la producción de material fisionable en los KRL.
El desarrollo de armas nucleares de Pakistán fue en respuesta a la pérdida de Pakistán Oriental en 1971 en la Guerra de Liberación de Bangladés. Bhutto convocó una reunión de científicos e ingenieros superiores el 20 de enero de 1972 en Multan, que se conoció como "reunión de Multan". Bhutto fue el arquitecto principal de este programa, y fue aquí donde Bhutto orquestó el programa de armas nucleares y reunió a los científicos académicos de Pakistán para construir una bomba atómica en tres años para la supervivencia nacional.
En la reunión de Multan, Bhutto también nombró a Munir Ahmad Khan como presidente de la PAEC, quien hasta entonces se había desempeñado como director en la División de Energía Nuclear y Reactores del Organismo Internacional de Energía Atómica (OIEA), en Viena, Austria. En diciembre de 1972, Abdus Salam dirigió el establecimiento del Grupo de Física Teórica (TPG) cuando llamó a los científicos que trabajaban en el ICTP para informar a Munir Ahmad Khan. Esto marcó el comienzo de la búsqueda de Pakistán de la capacidad de disuasión nuclear. Tras la sorpresiva prueba nuclear de India, cuyo nombre en código es Smiling Buddha en 1974, la primera prueba nuclear confirmada por una nación fuera de los cinco miembros permanentes del Consejo de Seguridad de las Naciones Unidas, el objetivo de desarrollar armas nucleares recibió un ímpetu considerable.
Finalmente, el 28 de mayo de 1998, pocas semanas después de la segunda prueba nuclear de la India (Operación Shakti), Pakistán detonó cinco dispositivos nucleares en las Colinas Ras Koh en el distrito de Chagai, Baluchistán. Esta operación fue nombrada Chagai-I por Pakistán, el túnel subterráneo de hierro y acero fue construido durante mucho tiempo por el administrador provincial de la ley marcial, el general Rahimuddin Khan, durante la década de 1980. La última prueba de Pakistán se llevó a cabo en el arenoso desierto de Kharan con el nombre en clave Chagai-II, también en Baluchistán, el 30 de mayo de 1998. La producción de material fisible de Pakistán se llevó a cabo en el Complejo Nuclear de Khushab, Nilore y Kahuta, donde se refina el plutonio apto para armas. Pakistán se convirtió así en el séptimo país del mundo en desarrollar y probar con éxito armas nucleares. Aunque, según una carta enviada por AQ Khan al general Zia, la capacidad de detonar una bomba nuclear utilizando uranio altamente enriquecido como material fisible producido en los KRL habría sido alcanzada en 1984.

## Historia
Después de la Partición de la India en 1947, India y Pakistán han estado en conflicto por varias cuestiones, incluido el territorio en disputa de Jammu y Cachemira. Las incómodas relaciones con India, Afganistán y la ex Unión Soviética explican su motivación para convertirse en una potencia nuclear como parte de sus estrategias de defensa y energía.

### Política inicial sin armas

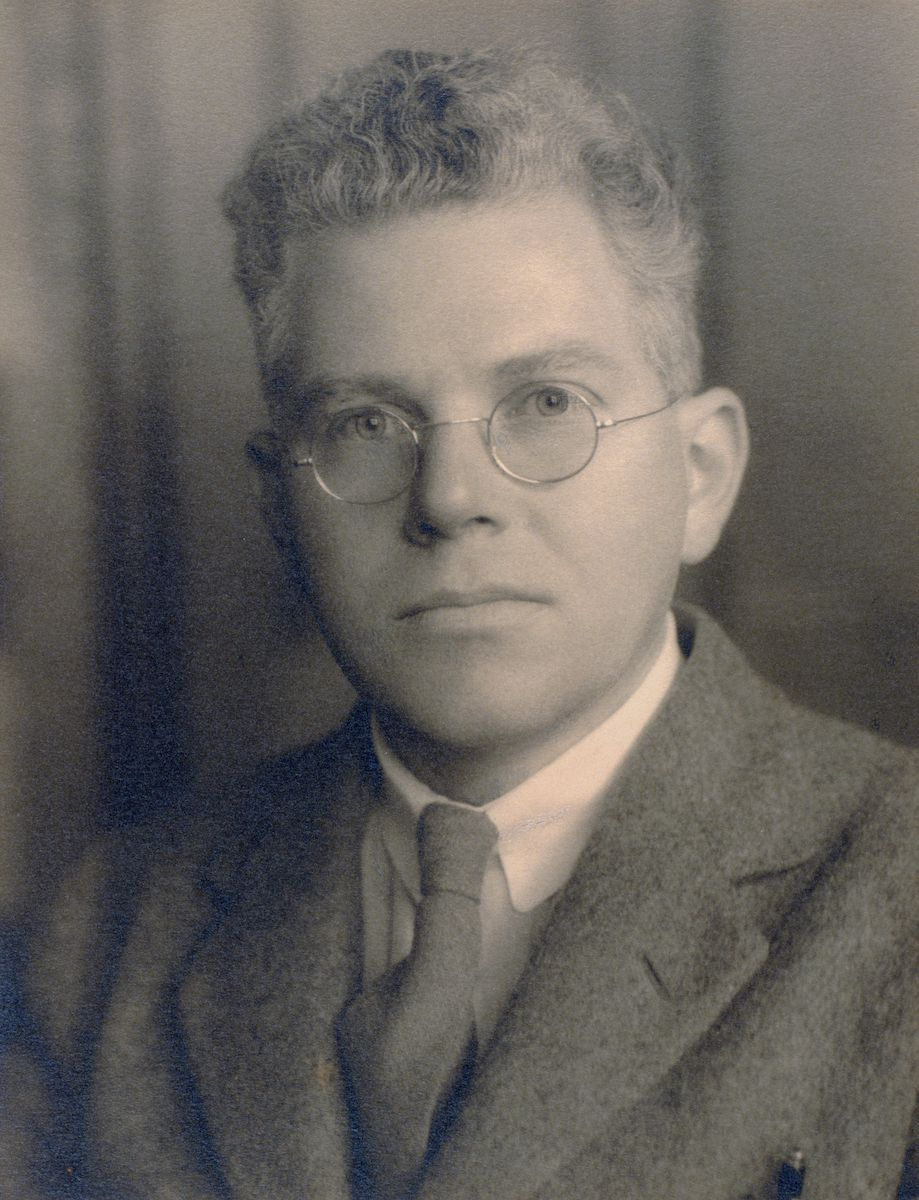
En 1948, Mark Oliphant envió una carta a Muhammad Ali Jinnah recomendando que Pakistán iniciara un programa nuclear.

El 8 de diciembre de 1953, los medios de comunicación de Pakistán dieron la bienvenida a las iniciativas estadounidenses Átomos para la Paz, seguidas por el establecimiento de la Comisión de Energía Atómica de Pakistán (PAEC) en 1956. En 1953, el canciller Muhammad Zafarullah Khan declaró públicamente que "Pakistán no tiene una política hacia las bombas atómicas". Tras el anuncio, el 11 de agosto de 1955, Estados Unidos y Pakistán llegaron a un entendimiento sobre el uso pacífico e industrial de la energía nuclear que también incluía un reactor tipo piscina por valor de 350 000 dólares. Antes de 1971, el desarrollo nuclear de Pakistán era pacífico pero un elemento disuasorio eficaz contra la India, como sostuvo Benazir Bhutto en 1995. El programa de energía nuclear de Pakistán se estableció y comenzó en 1956 después del establecimiento de la PAEC. Pakistán se convirtió en un participante en el programa Átomos para la Paz del presidente estadounidense Eisenhower. El primer presidente de la PAEC fue Nazir Ahmad.[cita requerida] Aunque en la década de 1960 varios funcionarios y científicos de alto nivel hicieron propuestas para desarrollar armas nucleares, Pakistán siguió una política estricta de armas no nucleares desde 1956 hasta 1971. 
En 1961, el PAEC estableció un Centro de Minerales en Lahore y un Centro multidisciplinario similar en Dhaka, en el entonces Pakistán Oriental. Con estos dos centros se inició el trabajo de investigación básica.[cita requerida]
Lo primero que se iba a emprender era la búsqueda de uranio. Esto continuó durante unos tres años desde 1960 hasta 1963. Se descubrieron depósitos de uranio en el distrito de Dera Ghazi Khan, lo que provocó que la PAEC recibiera el primer premio nacional. La extracción de uranio comenzó el mismo año. Abdus Salam y Ishrat Hussain Usmani también enviaron a un gran número de científicos para obtener títulos de doctorado en el campo de la tecnología nuclear y la tecnología de reactores nucleares. En diciembre de 1965, el entonces ministro de Relaciones Exteriores Zulfikar Ali Bhutto visitó Viena, donde conoció al ingeniero nuclear del OIEA, Munir Ahmad Khan. En una reunión de Viena en diciembre, Khan informó a Bhutto sobre el estado del programa nuclear indio.[cita requerida]
El siguiente hito de Abdus Salam fue el establecimiento del Instituto de Ciencia y Tecnología Nucleares de Pakistán (PINSTECH), en Nilore, cerca de Islamabad. La instalación principal allí era un reactor de investigación de 5MW, encargado en 1965 llamado PARR-I, que fue actualizado a 10MW por la División de Ingeniería Nuclear bajo el mando de Munir Ahmad Khan en 1990. Un segundo reactor de investigación atómica, conocido como PARR-II, era un tipo de piscina de agua ligera de 27-30 kW que funcionaba como reactor de entrenamiento hasta que se volvió crítico en 1989 bajo el mando de Munir Ahmad Khan. El reactor PARR-II fue construido y proporcionado por la PAEC bajo las salvaguardias del OIEA, ya que el OIEA había financiado este megaproyecto. El reactor PARR-I fue, según el acuerdo firmado por la PAEC y el ANL, proporcionado por el gobierno de Estados Unidos en 1965, y liderada su construcción por científicos de los mismos. Canadá construyó la primera planta de energía nuclear de uso civil en Pakistán.[cita requerida] El gobierno militar de Ayub Khan nombró a los asesores científicos del gobierno Abdus Salam como jefe de la delegación del OIEA. Abdus Salam comenzó a presionar por las plantas de energía nuclear comerciales y abogó incansablemente por la energía nuclear en Pakistán. En 1965, los esfuerzos de Salam finalmente dieron sus frutos y una empresa canadiense firmó un acuerdo para proporcionar un reactor CANDU de 137MW en Paradise Point, Karachi. La construcción comenzó en 1966 con la PAEC como su contratista general, mientras que el GE Canadá proporcionaba materiales nucleares y asistencia financiera. Su director del proyecto fue el ingeniero nuclear Parvez Butt, y su construcción se completó en 1972. Conocido como KANUPP-I, fue inaugurado por Zulfikar Ali Bhutto como presidente y comenzó sus operaciones en noviembre de 1972. Actualmente, el gobierno de Pakistán tiene previsto construir otra central nuclear comercial de 400MW conocida como KANUPP-II, e incluso la PAEC ya ha completado sus estudios de viabilidad en 2009. Sin embargo, el trabajo está paralizado desde ese año.
En 1965, por medio de las escaramuzas que llevaron a la Guerra Indo-Pakistaní de 1965, Zulfikar Ali Bhutto anunció:

If India builds the bomb, we will eat grass and leaves for a thousand years, even go hungry, but we will get one of our own. The Christians have the bomb, the Jews have the bomb and now the Hindus have the bomb. Why not the Muslims too have the bomb?

En la guerra indo-paquistaní de 1965, que fue la segunda de cuatro guerras y conflictos indo-paquistaníes declarados abiertamente, Pakistán solicitó la asistencia de la Organización del Tratado Central (CENTO), pero quedó bajo embargo de suministro de armas en la Resolución 211 del Consejo de Seguridad de las Naciones Unidas. El ministro de Relaciones Exteriores (más tarde primer ministro) Zulfikar Ali Bhutto comenzó agresivamente a defender la opción de "programas de armas nucleares", pero tales intentos fueron rechazados por el ministro de Finanzas Muhammad Shoaib y el presidente Ishrat Hussain Usmani. Los científicos e ingenieros paquistaníes que trabajaban en el OIEA se dieron cuenta del avance del programa nuclear indio hacia la fabricación de bombas. Por lo tanto, en octubre de 1965, Munir Khan, director de la División de Energía Nuclear y Reactores del Organismo Internacional de Energía Atómica (OIEA), se reunió con Bhutto de emergencia en Viena y le reveló los hechos sobre el programa nuclear de la India y el Centro de Investigaciones Atómicas de Bhabha, en Trombay. En esta reunión, Munir Khan concluyó: "una India (nuclear) socavaría y amenazaría aún más la seguridad de Pakistán, y para su supervivencia, Pakistán necesitaba un elemento de disuasión nuclear...".[cita requerida]
Comprendiendo la sensibilidad del tema, Bhutto organizó una reunión con el presidente Ayub Khan el 11 de diciembre de 1965 en el The Dorchester de Londres. Munir Khan señaló al Presidente que Pakistán debía adquirir las instalaciones necesarias que le dieran al país una capacidad de armamento nuclear que estuviera disponible sin salvaguardias y a un costo asequible, y tecnología nuclear sin restricciones y que estuviera disponible gratuitamente, recalcando que la India estaba avanzada en su despliegue.[cita requerida] Cuando se le preguntó acerca de la economía de dicho programa, Munir Ahmad Khan calculó el costo de la tecnología nuclear en ese momento. Debido a que las cosas eran menos costosas, los precios entonces no superaban los 150 millones de dólares. Después de escuchar la propuesta, el presidente Ayub Khan la negó rápidamente, diciendo que Pakistán era demasiado pobre para gastar tanto dinero y que, si Pakistán alguna vez necesitaba la bomba atómica, de alguna manera podría adquirirla lista para usar.[cita requerida]
Las armas militares convencionales de Pakistán eran más débiles en comparación con las de India, y el programa nuclear indio, que comenzó en 1967, impulsó el desarrollo clandestino de armas nucleares de Pakistán. Aunque Pakistán comenzó el desarrollo de armas nucleares en 1972, este respondió a la prueba nuclear de India de 1974 (ver el Buda sonriente) con una serie de propuestas para una zona libre de armas nucleares, buscando prevenir una carrera de armas nucleares en el sur de Asia. En muchas ocasiones diferentes, India rechazó la oferta.
En 1969, tras una larga negociación, la Autoridad para la Energía Atómica del Reino Unido (UKAEA) firmó un acuerdo formal para suministrar a Pakistán una planta de reprocesamiento de combustible nuclear capaz de extraer 360 gramos (12,7 oz) de plutonio apto para armas anualmente. La PAEC seleccionó un equipo de cinco científicos de alto nivel, incluido el geofísico Ahsan Mubarak, que fueron enviados a Sellafield para recibir capacitación técnica. Más tarde, el equipo de Mubarak aconsejó al gobierno que no adquiriera toda la planta de reprocesamiento, solo las partes clave importantes para la construcción de las armas, mientras que la planta se construiría de forma autóctona. 
La PAEC comenzó a trabajar en 1970 en una planta a escala piloto en Dera Ghazi Khan para la concentración de minerales de uranio. La planta tenía una capacidad de 10 000 libras por día. En 1989, Munir Ahmad Khan firmó un acuerdo de cooperación nuclear y, desde el 2000, Pakistán ha estado desarrollando una planta de energía nuclear de dos unidades con un acuerdo firmado con China. Ambos reactores tienen una capacidad de 300 MW y se están construyendo en la ciudad de Chashma en la provincia de Punjab. El primero de ellos, el CHASNUPP-I, comenzó a producir electricidad en 2000, mientras que el CHASNUPP-II comenzó a operar en otoño de 2011. En 2011, la junta de gobernadores del Organismo Internacional de Energía Atómica aprobó el Acuerdo Nuclear Sino-Pak, que permitió a Pakistán construir legalmente los reactores CHASNUPP-III y CHASNUPP-VI de 300 MW.

### Desarrollo de armas nucleares

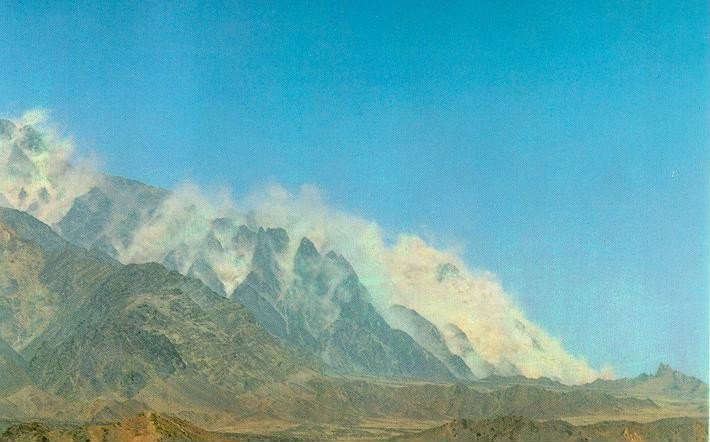
Realizado en respuesta a la prueba nuclear de la India, la "Operación Shakti" el 28 de mayo de 1998, el efecto visible de la prueba de armas nucleares en una montaña de granito completamente seco debido a una reacción en cadena se acumula. Los cinco dispositivos nucleares, conocidos como Chagai-I fueron dispositivos de fisión potenciada que usaban uranio altamente enriquecido.

La Guerra de Liberación de Bangladés fue una derrota aplastante para Pakistán, que lo llevó a perder aproximadamente 56 000 millas cuadradas (145 040 km²) de territorio, además de perder más de la mitad de su población ante el recién independizado estado de Bangladés. Además del revés psicológico para Pakistán, no había logrado reunir ningún apoyo o asistencia material significativo de sus aliados clave, Estados Unidos y la República Popular China. Pakistán parecía estar aislado internacionalmente y en gran peligro; sintió que no podía confiar en nadie más que en sí mismo. El primer ministro Zulfiqar Ali Bhutto estaba "obsesionado" con el programa nuclear de la India. En una reunión del Consejo de Seguridad de las Naciones Unidas, Bhutto hizo comparaciones entre el Instrumento de Rendición que puso fin a la guerra de 1971 y el Tratado de Versalles, el cual Alemania se vio obligada a firmar en 1919. Allí, Bhutto juró que nunca permitiría que se repitiera.
En la reunión de Multan el 20 de enero de 1972, Bhutto declaró: "Lo que Raziuddin Siddiqui, un paquistaní, contribuyó a los Estados Unidos durante el Proyecto Manhattan, también lo podrían hacer los científicos de Pakistán, para su propia gente". Siddiqui era un físico teórico paquistaní que, a principios de la década de 1940, trabajó tanto en el programa nuclear británico como en el Proyecto Manhattan.
En diciembre de 1972, Abdus Salam dirigió un memorando codificado en secreto a los científicos paquistaníes que trabajaban en el Centro Internacional de Física Teórica (ICTP) en Italia para informar al presidente de la Comisión de Energía Atómica de Pakistán (PAEC), Munir Ahmad Khan, sobre el programa que sería equivalente al "Proyecto Manhattan" de los Estados Unidos. En un esfuerzo por infundir un sentido de orgullo, Salam señaló que los jefes del Distrito de Ingenieros de Manhattan eran teóricos e informó a los científicos del ICTP que se estaba estableciendo una división similar en la PAEC; esto marcó el inicio del "Grupo de Física Teórica" (TPG). Otros teóricos de la Universidad Quaid-e-Azam también se unirían al TPG, entonces dirigido por Salam, quien había realizado un trabajo pionero para este, y entre ellos se encontraban Riazuddin, Fayyazuddin, Masud Ahmad y Faheem Hussain, que fueron la piedra angular del TPG.
El TPG dirigido por Salam llevó a cabo un tedioso trabajo matemático sobre cálculos de neutrones rápidos, relatividad, hidrodinámica compleja y mecánica cuántica hasta 1974, cuando abandonó Pakistán en protesta, aunque mantuvo un estrecho contacto con el TPG. No se habían realizado esfuerzos de este tipo en el país, y el control numérico (CN) y las instalaciones de computación básica no existían en ese momento (fueron adquiridas posteriormente). Por este motivo, los cálculos en supercomputadora y el análisis numérico fueron realizados por el Dr. Tufail Naseem, un doctor de matemáticas de la Universidad de Cambridge, asistido por otros miembros de la División de Matemáticas puras de la PAEC bajo el liderazgo del Dr. Raziuddin Siddiqui y Asghar Qadir. Acerca de la falta de instalaciones de CN, Munir Ahmad Khan señaló: "Si los estadounidenses podían hacerlo sin máquinas de CN en la década de 1940, ¿por qué no podemos hacer lo mismo ahora?". Con la partida de Abdus Salam, Munir Ahmad finalmente dirigió el TPG y ayudó en los cálculos. Se analizaron dos tipos de diseño de armas: el arma de fisión tipo pistola y el arma nuclear de implosión. El programa se centró en el diseño de armas de tipo implosión más técnicamente difícil que armas relativamente simples de "tipo pistola".
En 1974, Abdul Qadeer Khan, un metalúrgico, se unió al programa e impulsó la viabilidad del material fisible de uranio altamente enriquecido y colaboró con Bashiruddin Mahmood en la PAEC, una iniciativa que molestó a Khan. Los estudios preliminares sobre la centrifugadora gaseosa ya habían sido estudiados por la PAEC en 1967, pero arrojaron pocos resultados. Khan avanzó en el enriquecimiento de uranio a partir de la experiencia que tenía del Grupo Urenco en los Países Bajos. Bajo la supervisión de Khan, se establecieron los Laboratorios de Investigación Kahuta (KRL), los cuales se involucraron en esfuerzos clandestinos para obtener la tecnología de materiales y componentes electrónicos necesarios para desarrollar sus capacidades de enriquecimiento de uranio.
El TPG tuvo éxito en el diseño de armas de tipo implosión entre 1977 y 1978, con la primera prueba realizada en 1983 por Ishfaq Ahmad. El programa evolucionó hacia los diseños de armas de fisión mejoradas que finalmente se utilizaron en las pruebas Chagai-I en 1998. La Comisión de Energía Atómica de Pakistán emprendió una producción enorme para comprobar la viabilidad del plutonio apto para armas, pero al mismo tiempo, se realizaron esfuerzos para conseguir uranio apto para armas después de la prueba de India, Smiling Buddha, en 1974.
En 1983, Khan fue condenado "in absentia" por el Tribunal de Ámsterdam por robar planos de centrifugadoras, aunque la condena fue anulada por un tecnicismo legal. Khan estableció un anillo de proliferación nuclear a través de Dubái para pasar de contrabando tecnología nuclear URENCO a KRL después de inventar el método Zippe para la centrifugadora de gas.
El 11 de marzo de 1983, la PAEC, dirigido por Munir Ahmad Khan, llevó a cabo su primera prueba por un dispositivo nuclear en funcionamiento. Esto también se llama prueba en frío y recibió el nombre en código Kirana-I. Hubo 24 pruebas de frío más entre 1983 y 1994.
La coordinación entre cada sitio fue supervisada por la Dirección de Desarrollo Técnico (DTD) bajo el mando de Zaman Sheikh (ingeniero químico) y Hafeez Qureshi (ingeniero mecánico). El DTD fue establecido por Munir Ahmad Khan en 1974 en el Laboratorio Metalúrgico y se le encargó el desarrollo de reflectores de neutrones, lentes explosivas y reflectantes, ópticas y mecanismos de activación que son cruciales en las armas atómicas. El primer diseño de implosión fue construido por el TPG en 1977 y el DTD finalmente realizó la prueba el 11 de marzo de 1983, con el nombre en clave Kirana-I. Entre 1983 y 1990, la PAEC llevó a cabo 24 pruebas más de varios diseños de armas nucleares y cambió su enfoque hacia diseños tácticos en 1987 que podrían ser entregados por todos los aviones de combate de la Fuerza Aérea de Pakistán.
La contribución de Ishrat Hussain Usmani al programa de energía nuclear también fue fundamental para el desarrollo de la energía atómica con fines civiles, ya que él, con los esfuerzos dirigidos por Salam, estableció PINSTECH, que posteriormente se convirtió en la principal institución de investigación nuclear de Pakistán. Además de enviar a cientos de jóvenes paquistaníes al extranjero para recibir formación, sentó las bases del primer reactor de energía nuclear del mundo musulmán KANUPP, que fue inaugurado por Munir Ahmad Khan en 1972. Los científicos e ingenieros de Khan desarrollaron la capacidad nuclear para Pakistán a fines de la década de 1970, y bajo su liderazgo, la PAEC había llevado a cabo una prueba de dispositivos nucleares en Kirana Hills, evidentemente hechos de plutonio no armado. El expresidente de la PAEC, Munir Khan, fue reconocido como uno de los pioneros de la bomba atómica de Pakistán por un estudio del Instituto Internacional de Estudios Estratégicos de Londres (IISS), sobre el programa de bombas atómicas de Pakistán.

### Política
Pakistán se adhirió al Protocolo de Ginebra el 15 de abril de 1960. En cuanto a su capacidad de guerra biológica, no se sospecha ampliamente que Pakistán produzca armas biológicas o tenga un programa biológico ofensivo. Sin embargo, se informa que el país cuenta con instalaciones y laboratorios biotecnológicos bien desarrollados, dedicados íntegramente a la investigación médica y las ciencias aplicadas de la salud. En 1972 Pakistán firmó y ratificó la Convención sobre armas biológicas y toxínicas (BTWC). Desde entonces, Pakistán ha sido un firme partidario del éxito de la BTWC. Durante las diversas conferencias de revisión de la BTWC, los representantes de Pakistán han instado a una participación más sólida de los estados signatarios, han invitado a nuevos estados a unirse al tratado y, como parte del grupo de países no alineados, han defendido las garantías de los derechos de los estados a participar en intercambios pacíficos de materiales biológicos y tóxicos con fines de investigación científica. 
En 1993, Pakistán firmó y ratificó la Convención sobre Armas Químicas (CAQ) y se comprometió a abstenerse de desarrollar, fabricar, almacenar o utilizar armas químicas.
Pakistán no es parte del Tratado de No Proliferación (TNP) y no está obligado por ninguna de sus disposiciones. En 1999, los primeros ministros Nawaz Sharif de Pakistán y Atal Bihari Vajpayee de India firmaron la Declaración de Lahore, acordando una moratoria bilateral sobre nuevos ensayos nucleares. Esta iniciativa se tomó un año después de que ambos países hubieran probado públicamente armas nucleares. (Ver Pokhran-II, Chagai-I y II).
Desde principios de la década de 1980, las actividades de proliferación nuclear de Pakistán no han estado exentas de controversia. Sin embargo, desde el arresto de Abdul Qadeer Khan, el gobierno ha tomado medidas concretas para garantizar que la proliferación nuclear no se repita y ha asegurado al OIEA sobre la transparencia de la próxima central nuclear de Chashma en Pakistán. En noviembre de 2006, la Junta de Gobernadores del Organismo Internacional de Energía Atómica aprobó un acuerdo con la Comisión de Energía Atómica de Pakistán para aplicar salvaguardias a las nuevas centrales nucleares que se construirán en el país con ayuda de China.

### Protecciones
En mayo de 1999, durante el aniversario de la primera prueba de armas nucleares de Pakistán, el ex primer ministro de Pakistán, Nawaz Sharif, afirmó que la seguridad nuclear de Pakistán es la más sólida del mundo. Según Abdul Qadeer Khan, el programa de seguridad nuclear de Pakistán es el programa más sólido del mundo y no existe tal capacidad en ningún otro país para que elementos radicales roben o posean armas nucleares. Esta afirmación es fuertemente cuestionada por expertos extranjeros, citando el precedente de ataques previos a instalaciones militares paquistaníes y el alto nivel de inestabilidad de la nación.

### Modernización y expansión
Un grupo de científicos expertos con sede en Washington informó que Pakistán está aumentando su capacidad para producir plutonio en su instalación nuclear de Khushab. La sexta prueba nuclear (en nombre clave Chagai-II ) el 30 de mayo de 1998 en Kharan fue una prueba bastante exitosa de una sofisticada, compacta pero "poderosa bomba de plutonio" diseñada para ser transportada por aviones, barcos y misiles. Se cree que son armas potenciadas con tritio. Solo unos pocos gramos de tritio pueden resultar en un aumento del rendimiento explosivo entre un 300 % y un 400 %. Citando nuevas imágenes satelitales de la instalación, el Instituto de Ciencia y Seguridad Internacional (ISIS) dijo que las imágenes sugieren que la construcción del segundo reactor de Khushab "probablemente esté terminada y que las vigas del techo se están colocando en la parte superior de la tercera sala del reactor de Khushab ". Se observa que un tercer y un cuarto reactor y edificios auxiliares están en construcción en el sitio de Khushab.
En una opinión publicada en The Hindu, el exsecretario de Relaciones Exteriores de la India, Shyam Saran, escribió que la capacidad nuclear en expansión de Pakistán "ya no está impulsada únicamente por sus temores a la India, a menudo citados", sino por la "paranoia sobre los ataques estadounidenses a sus activos estratégicos". Al señalar los cambios recientes en la doctrina nuclear de Pakistán, Saran dijo que "la élite militar y civil de Pakistán está convencida de que Estados Unidos también se ha convertido en un adversario peligroso, que busca inutilizar, desarmar o tomar posesión por la fuerza de los arsenales nucleares de Pakistán y su condición de potencia nuclear".
A partir de 2014, Pakistán ha estado desarrollando armas nucleares tácticas más pequeñas para su uso en el campo de batalla. Esto es consistente con declaraciones anteriores de una reunión de la Autoridad de Comando Nacional (que dirige la política y el desarrollo nuclear) diciendo que Pakistán está desarrollando "una capacidad de disuasión de espectro completo para disuadir todas las formas de agresión".

### Propuestas de control de armas
A lo largo de los años, Pakistán ha propuesto a la India una serie de medidas bilaterales o regionales de no proliferación y medidas de fomento de la confianza, que incluyen:
- Una declaración conjunta Indo-Pakistaní en la que se renuncia a la adquisición o fabricación de armas nucleares, en 1978.
- Zona libre de armas nucleares de Asia meridional, en 1978.[80]
- Inspecciones mutuas por la India y Pakistán de las instalaciones nucleares de cada uno, en 1979.[81]
- Adhesión simultánea al TNP de la India y Pakistán, en 1979.[82]
- Un tratado bilateral o regional de prohibición de los ensayos nucleares, en 1987.[83]
- Una zona libre de misiles en Asia Meridional, en 1994.[84]

India rechazó las seis propuestas.
Sin embargo, India y Pakistán llegaron a tres acuerdos bilaterales sobre cuestiones nucleares. En 1989, acordaron no atacar las instalaciones nucleares del otro. Desde entonces, han estado intercambiando regularmente listas de instalaciones nucleares el 1 de enero de cada año. En marzo de 2005 se firmó otro acuerdo bilateral en el que ambas naciones alertarían mutuamente sobre las pruebas de misiles balísticos. En junio de 2004, los dos países firmaron un acuerdo para establecer y mantener una línea directa para advertirse mutuamente de cualquier accidente que pudiera confundirse con un ataque nuclear. Estas se consideraron medidas esenciales de reducción del riesgo en vista del estado aparentemente interminable de recelo y tensión entre los dos países, y el tiempo de respuesta extremadamente corto disponible para ellos ante cualquier ataque percibido. Ninguno de estos acuerdos limita los programas de armas nucleares de ninguno de los países de ninguna manera.

### Política de desarme
Pakistán ha bloqueado la negociación de un tratado de cesación de material fisionable mientras continúa produciendo material fisionable para armas
En una declaración reciente en la Conferencia de Desarme, Pakistán expuso su política de desarme nuclear y lo que considera los objetivos y requisitos adecuados para negociaciones significativas:
- Un compromiso de todos los estados para completar un desarme nuclear verificable;
- Eliminar la discriminación en el actual régimen de no proliferación;
- Normalizar la relación de los tres estados con armas nucleares ex-TNP con aquellos que son signatarios del TNP;
- Abordar nuevos temas como el acceso a armas de destrucción masiva por parte de actores no estatales;
- Reglas no discriminatorias que garanticen el derecho de todos los estados a los usos pacíficos de la energía nuclear;
- Garantías de seguridad negativas universales, no discriminatorias y jurídicamente vinculantes para los Estados no poseedores de armas nucleares;
- La necesidad de abordar la cuestión de los misiles, incluido el desarrollo y despliegue de sistemas de misiles antibalísticos;
- Fortalecer los instrumentos internacionales existentes para prevenir la militarización del espacio ultraterrestre, incluido el desarrollo de ASAT;
- Abordar el crecimiento de las fuerzas armadas y la acumulación y sofisticación de las armas tácticas convencionales.
- Revitalizar la maquinaria de desarme de la ONU para abordar los desafíos de la seguridad internacional, el desarme y la proliferación.[93]

Pakistán ha subrayado repetidamente en foros internacionales como la Conferencia de Desarme que abandonará sus armas nucleares solo cuando otros estados con armas nucleares lo hagan, y cuando el desarme sea universal y verificable. Rechaza cualquier desarme unilateral de su parte.

## Infraestructura

### Uranio
La infraestructura de uranio en Pakistán se basa en el uso de centrifugadoras de gas para producir uranio altamente enriquecido (HEU) en los Laboratorios de Investigación Khan (KRL) en Kahuta. En respuesta a la prueba nuclear de la India en 1974, Munir Khan lanzó el programa de uranio, con el nombre en clave Proyecto-706 bajo los auspicios de la PAEC. El físico-químico Khalil Qureshi realizó la mayoría de los cálculos como miembro de la división de uranio en la PAEC, la cual llevó a cabo investigaciones sobre varios métodos de enriquecimiento, incluida la difusión gaseosa, la producción de uranio esnriquecido y las técnicas de separación de isótopos por láser molecular, así como centrifugadoras. Abdul Qadeer Khan se unió oficialmente a este programa en 1976, trayendo consigo los diseños de centrifugadoras que dominó en el Grupo URENCO, la firma holandesa donde había trabajado como científico profesional. Más tarde ese año, el gobierno separó el programa de la PAEC y lo trasladó a los Laboratorios de Investigación de Ingeniería (ERL), con A. Q. Khan como su científico principal. Para adquirir el equipo y el material necesarios para este programa, Khan desarrolló un programa de adquisiciones. Los materiales electrónicos fueron importados del Reino Unido por dos oficiales de enlace destinados a la Alta Comisión del Pakistán en Londres y Bonn, Alemania El ingeniero del ejército y ex oficial de enlace técnico, el general de división Syed Ali Nawab, supervisó discretamente las operaciones del KRL en la década de 1970, incluida la adquisición de los dispositivos electrónicos que estaban marcados como "artículos comunes". Este programa también se usó ilícitamente décadas más tarde, a fines de los años 80 y 90 para proporcionar tecnología a Libia (bajo el mando de Muammar Gaddafi), Corea del Norte e Irán. A pesar de estos esfuerzos, se afirma que los Laboratorios de Investigación Khan sufrieron reveses hasta que la PAEC brindó asistencia técnica, aunque A. Q. Khan lo discute y contraataca que la PAEC simplemente está tratando de atribuirse el mérito del éxito del KRL y que la PAEC obstaculizó el progreso en el KRL después de que Bhutto separó los dos programas en 1976. En cualquier caso, el KRL logró un modesto enriquecimiento de uranio en 1978 y estaba listo para detonar una bomba de uranio HEU en 1984. Por el contrario, la PAEC no pudo enriquecer uranio ni producir material fisionable apto para armas hasta 1998.
El programa de uranio demostró ser un enfoque difícil, desafiante y más duradero para escalar a niveles industriales de grado militar. Producir HEU como material fisionable es aún más difícil y desafiante que extraer plutonio y Pakistán experimentó con HEU como un diseño de implosión al contrario de otros estados nucleares. En ese momento, se disponía de conocimientos escasos y rudimentarios sobre las centrifugadoras de gas, y el material fisionable de HEU solo era conocido en el mundo para el uso de energía nuclear; las aplicaciones militares del HEU eran inexistentes. Comentando sobre la dificultad, el matemático Tasneem Shah, quien trabajó con A. Q. Khan, fue citado en el libro Eating Grass que "el problema hidrodinámico en la centrifugadora fue simplemente expresado, pero extremadamente difícil de evaluar, no solo en orden de magnitud sino también en detalle". Muchos de los compañeros teóricos de Khan no estaban seguros de la viabilidad del uranio enriquecido a tiempo a pesar de la fuerte defensa de Khan. Un científico recordó sus recuerdos en Eating Grass: "Nadie en el mundo ha utilizado el método de centrifugación [de gas] para producir material apto para armas.... Este no iba a funcionar, él [A. Q. Khan] simplemente está perdiendo el tiempo ". A pesar de que A. Q. Khan tuvo dificultades para lograr que sus compañeros lo escucharan, continuó agresivamente su investigación y el programa se hizo factible en el menor tiempo posible. Sus esfuerzos le valieron elogios de los círculos científicos y políticos de Pakistán, y ahora debutaba como el "padre de la bomba de uranio". El 28 de mayo de 1998, fue el HEU del KRL el que finalmente creó la reacción nuclear en cadena que condujo a la detonación con éxito de los dispositivos de fisión potenciados en un experimento científico con el nombre en código Chagai-I.

### Plutonio
En julio de 1976, Abdul Qadeer Khan dijo a los principales políticos paquistaníes que la Comisión de Energía Atómica de Pakistán (PAEC) era completamente incapaz de cumplir con la fecha límite de diciembre de ese año para producir suficiente plutonio para un arma nuclear. Poco después, fue puesto a cargo de una nueva organización independiente de la PAEC encargada de producir plutonio para armas nucleares. En ese momento, Pakistán aún no había completado el paso menos difícil de pruebas nucleares subcríticas, y no lo haría hasta 1983 en Kirana Hills.
La PAEC continuó su investigación sobre plutonio y construyó el Complejo Reactor Khushab de 40-50 MW en Joharabad. En abril de 1998, Pakistán anunció que el reactor nuclear estaba en funcionamiento. El proyecto del reactor de Khushab fue iniciado en 1986 por Munir Khan, quien informó al mundo que el reactor era totalmente autóctono, es decir, que fue diseñado y construido por científicos e ingenieros paquistaníes. Varias industrias paquistaníes contribuyeron con el 82 % de la construcción del reactor. El director de Proyecto de este fue Sultan Bashiruddin Mahmood. Según declaraciones públicas realizadas por funcionarios del gobierno de Estados Unidos, este reactor de agua pesada puede producir de 8 a 10 kg de plutonio por año con aumento en la producción por el desarrollo de nuevas instalaciones, suficiente para al menos un arma nuclear. El reactor también podría producir 3H si estuviera cargado con 6Li, aunque esto es innecesario para los propósitos de las armas nucleares, porque los diseños modernos de armas nucleares utilizan 6Li directamente. Según J. Cirincione del Fondo Carnegie para la Paz Internacional, la capacidad de producción de plutonio de Khushab ha permitido a Pakistán desarrollar ojivas nucleares más ligeras que serían más fáciles de transportar a cualquier lugar dentro del alcance de los misiles balísticos.[cita requerida]
La PAEC también creó un programa aparte de separación de isótopos electromagnéticos junto con el programa de enriquecimiento, bajo la dirección de G. D. Allam, físico teórico. La separación electromagnética del plutonio tiene lugar en los Nuevos Laboratorios, una planta de reprocesamiento, que fue terminada en 1981 por la PAEC y está junto al Instituto de Ciencia y Tecnología Nucleares de Pakistán (PINSTECH) cerca de Islamabad, que no está sujeto a las inspecciones y salvaguardias del OIEA.
A finales de 2006, el Instituto de Ciencia y Seguridad Internacional publicó informes de inteligencia e imágenes que mostraban la construcción de un nuevo reactor de plutonio en el sitio nuclear de Khushab. Se considera que el reactor es lo suficientemente grande como para producir suficiente plutonio para facilitar la creación de hasta "40 a 50 armas nucleares al año". El New York Times publicó la historia con la idea de que este sería el tercer reactor de plutonio de Pakistán, que muestra un cambio hacia el desarrollo de doble flujo, con dispositivos basados en plutonio que complementan el flujo de HEU existente en la nación a ojivas atómicas. El 30 de mayo de 1998, Pakistán demostró su capacidad de plutonio en un experimento científico y sexto ensayo nuclear de nombre en clave Chagai-II.

### Reservas

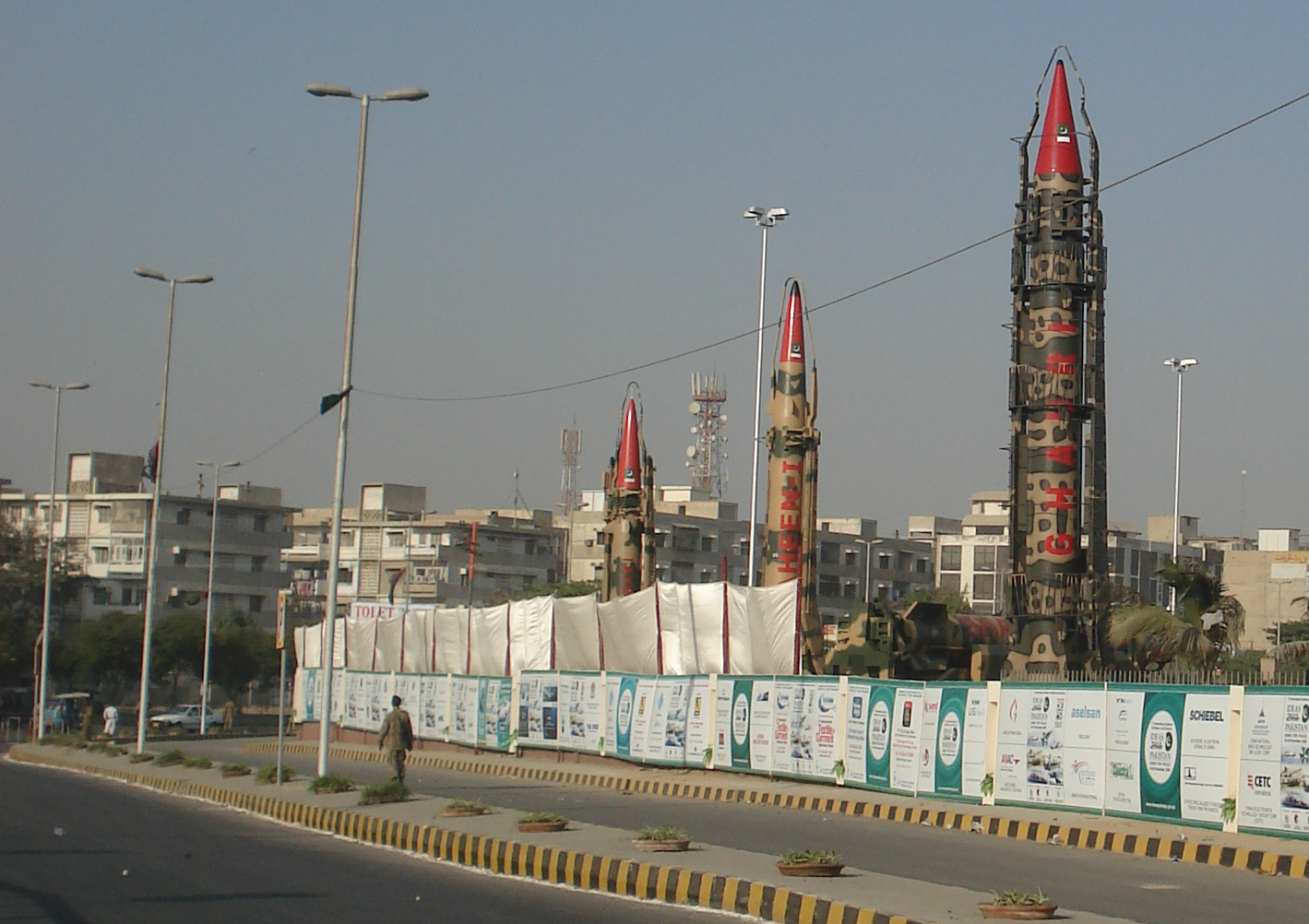
Misiles paquistaníes mostrados en la exhibición de defensa IDEAS 2008 en Karachi, Pakistán.

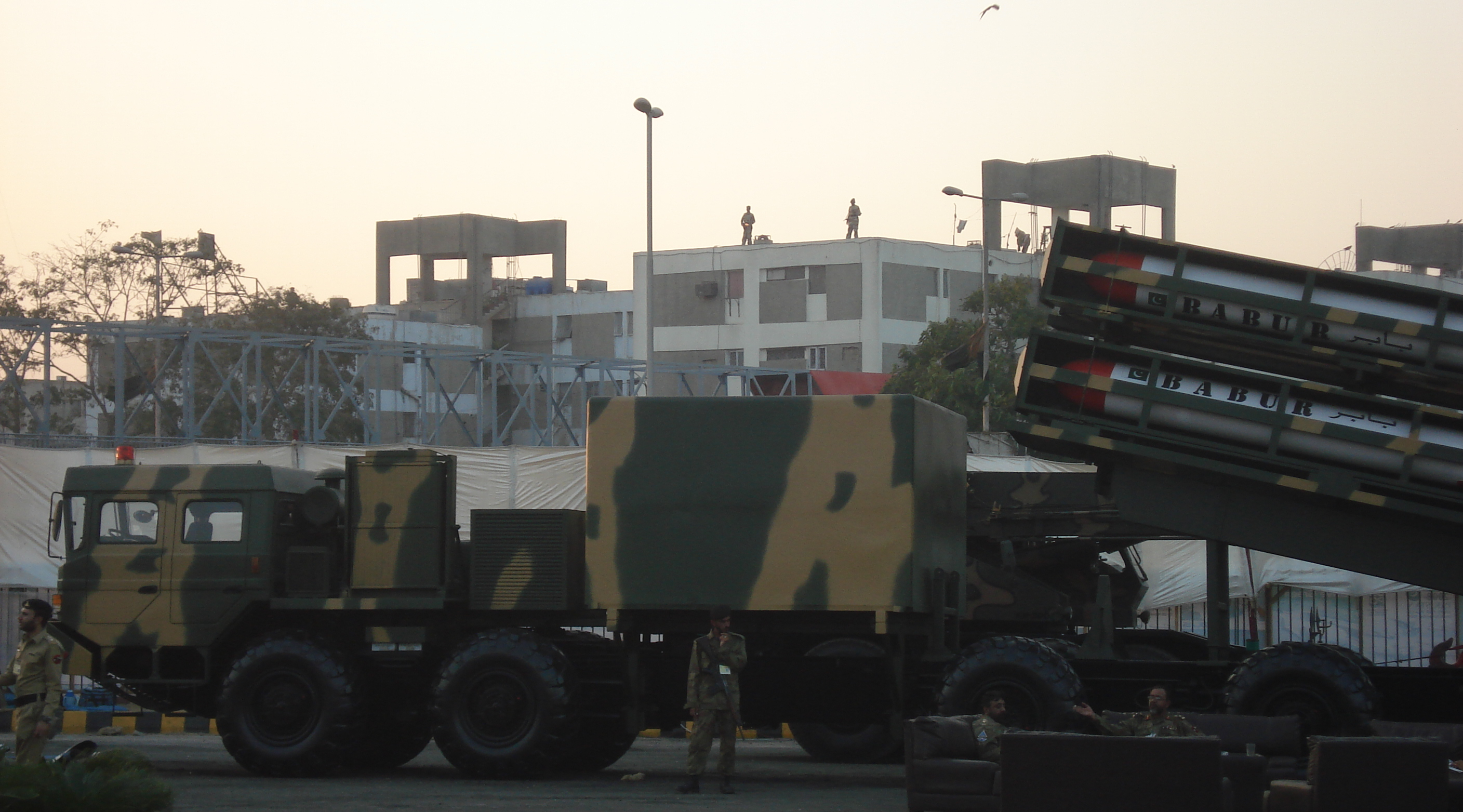
Un sistema de lanzamiento montado en un camión TEL, armado con 4 misiles de crucero Babur mostrados en la exhibición de defensa IDEAS 2008 en Karachi, Pakistán.

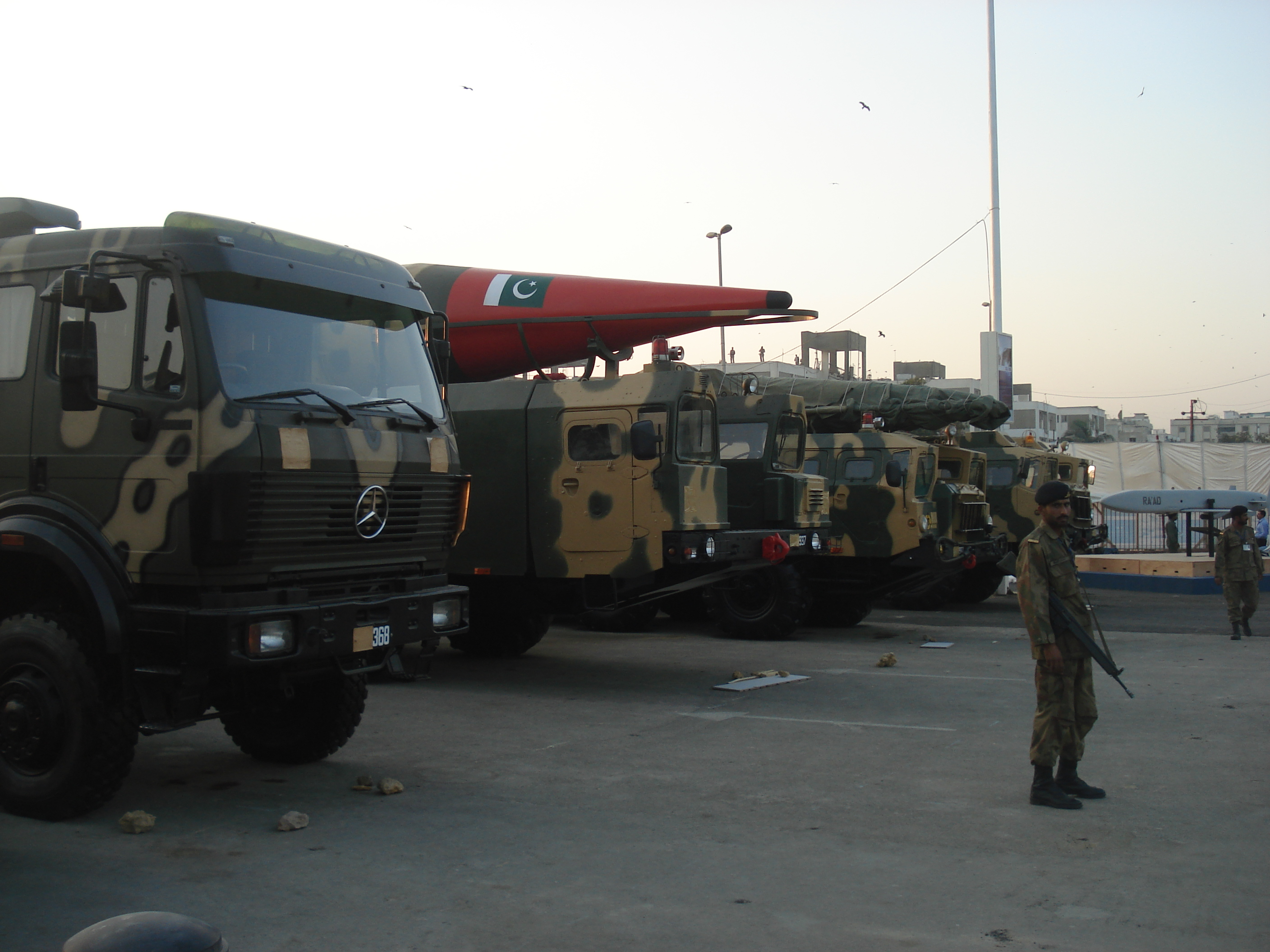
Misiles montados en camiones mostrados en la exhibición de defensa IDEAS 2008 en Karachi, Pakistán.

Las estimaciones de las reservas de ojivas nucleares de Pakistán varían. El análisis más reciente, publicado en el Bulletin of the Atomic Scientists en 2010, estima que Pakistán tiene entre 70 y 90 ojivas nucleares. En 2001, el Consejo de Defensa de los Recursos Naturales (NRDC), con sede en Estados Unidos, estimó que Pakistán había construido entre 24 y 48 ojivas nucleares basadas en HEU, y contaba con reservas de HEU para entre 30 y 52 ojivas adicionales. En 2003, el Centro de la Armada de los Estados Unidos para los Conflictos Contemporáneos estimó que Pakistán poseía entre 35 y 95 ojivas nucleares, con una mediana de 60. En 2003, el Fondo Carnegie para la Paz Internacional estimó un arsenal de aproximadamente 50 armas. Por el contrario, en 2000, fuentes militares y de inteligencia de Estados Unidos estimaron que el arsenal nuclear de Pakistán puede ser tan grande como 100 ojivas. En 2018, la Federación de Científicos Estadounidenses estimó que el arsenal era de aproximadamente 120-130 ojivas.
El tamaño real de las reservas nucleares de Pakistán es difícil de medir para los expertos debido al secreto extremo que rodea al programa en Pakistán. Sin embargo, en 2007, el general de brigada retirado del ejército de Pakistán, Feroz Khan, anteriormente segundo al mando de la División de Armas Estratégicas del Ejército de Pakistán, dijo a un periódico paquistaní que Pakistán tenía "entre 80 y 120 ojivas auténticas".
Pakistán probó la capacidad del plutonio en la sexta prueba nuclear, con el nombre clave de Chagai-II, el 30 de mayo de 1998 en el desierto de Kharan.
La masa crítica de una esfera limpia de uranio 235 enriquecido al 90% es 52 kg. En consecuencia, la masa crítica de una esfera de masa limpia de plutonio-239 es de 8 a 10 kg. La bomba que destruyó Hiroshima usó 60 kg de U-235, mientras que la bomba de Nagasaki usó solo 6 kg de Pu-239. Dado que todos los diseños de bombas paquistaníes son armas de tipo implosión, normalmente utilizarán entre 15 y 25 kg de U-235 para sus núcleos. Reducir la cantidad de U-235 en núcleos de 60 kg de dispositivos tipo pistola a 25 kg en dispositivos de implosión solo es posible utilizando un buen reflector de neutrones o material de manipulación, como el berilio metálico, que aumenta el peso de la bomba. Y el uranio, como el plutonio, solo se puede utilizar en el núcleo de una bomba en forma metálica.
Sin embargo, solo se necesitan de 2 a 4 kg de plutonio para el mismo dispositivo que necesitaría de 20 a 25 kg de U-235. Además, unos pocos gramos de tritio (un subproducto de los reactores de producción de plutonio y el combustible termonuclear) pueden aumentar el rendimiento general de las bombas en un factor de tres a cuatro. La sexta prueba nuclear de Pakistán, con el nombre en clave Chagai-II, (30 de mayo de 1998) en el desierto de Kharan fue una prueba exitosa de una bomba sofisticada, compacta pero poderosa diseñada para ser transportada por misiles.
La ultracentrifugación para obtener U-235 no se puede realizar simplemente poniendo uranio natural a través de las centrifugadoras. Requiere el dominio completo de la fase inicial del ciclo del combustible nuclear, comenzando en la extracción y refinación de uranio, la producción de mineral de uranio o torta amarilla, la conversión de mineral en dióxido de uranio (UO
2) (que se utiliza para fabricar combustible nuclear para reactores de uranio natural como Khushab y KANUPP), después convertir el UO2 en tetrafluoruro de uranio (UF
4) y luego en la materia prima para enriquecimiento (UF
6).
Se requiere el dominio completo de la química del flúor y la producción de ácido fluorhídrico altamente tóxico y corrosivo y otros compuestos de flúor. El UF6 se bombea a las centrifugadoras para su enriquecimiento. Luego, el proceso se repite a la inversa hasta que se produce UF4, lo que lleva a la producción de uranio metálico, la forma en que se usa el U-235 en una bomba.
Se estima que hay aproximadamente entre 10 000 y 20 000 centrifugadoras en Kahuta. Esto significa que con las máquinas P2, producirían entre 75 y 100 kg de HEU desde 1986, cuando comenzó la producción total de HEU para armas. Además, Pakistán puso un tope voluntario a la producción de HEU entre 1991 y 1997, y las cinco pruebas nucleares del 28 de mayo de 1998 también consumieron UME. Por lo tanto, es seguro asumir que entre 1986 y 2005 (antes del terremoto de 2005), el KRL produjo 1500 kg de HEU. Teniendo en cuenta las pérdidas en la producción de armas, se puede suponer que cada arma necesitaría 20 kg de HEU; suficiente para 75 bombas en 2005.
Las primeras pruebas nucleares de Pakistán se realizaron en mayo de 1998, cuando se probaron seis ojivas bajo el nombre en clave Chagai-I y Chagai-II . Se informa que los rendimientos de estas pruebas fueron de 12 kt y 30 a 36 kt, respectivamente, más otras cuatro pruebas de bajo rendimiento (por debajo de 1 kt). A partir de estas pruebas, se puede estimar que Pakistán ha desarrollado ojivas operativas de 20 a 25 kt y de 150 kt en forma de diseños compactos de bajo peso, mientras que pueden tener ojivas de gran tamaño de hasta 300 a 500 kt. Las armas de bajo rendimiento probablemente se encuentran en bombas nucleares que se llevan en cazabombarderos como el Dassault Mirage III y se instalan en los misiles balísticos de corto alcance de Pakistán,mientras que las ojivas de mayor rendimiento probablemente se instalen los misiles balísticos de la serie Shaheen y Ghauri.

### Capacidad de segundo ataque
Según un informe del Congreso de Estados Unidos, Pakistán ha abordado cuestiones de supervivencia en un posible conflicto nuclear mediante la capacidad de un segundo ataque. Pakistán ha estado lidiando con esfuerzos para desarrollar nuevas armas y, al mismo tiempo, tiene una estrategia para sobrevivir a una guerra nuclear. Pakistán ha construido instalaciones de almacenamiento y lanzamiento duras y profundamente enterradas para conservar la capacidad de un segundo ataque en una guerra nuclear. En enero de 2000, dos años después de las pruebas atómicas, los funcionarios de inteligencia estadounidenses declararon que las estimaciones de inteligencia anteriores "exageraron las capacidades del arsenal local de la India y subestimaron las de Pakistán". El comandante del Mando Central de los Estados Unidos, el general Anthony Zinni dijo a la NBC que las suposiciones de hace mucho tiempo de que "India tenía una ventaja en el equilibrio estratégico de poder del sur de Asia eran, en el mejor de los casos, cuestionables. No se debe asumir que la capacidad nuclear de Pakistán es inferior a la de los indios", citó el general Zinni a NBC.
Se confirmó que Pakistán ha construido misiles móviles de carretera de estilo soviético, defensas aéreas de última generación alrededor de sitios estratégicos y otras medidas de mimetismo. En 1998, Pakistán tenía "al menos seis lugares secretos" y, desde entonces, se cree que Pakistán puede tener muchos más sitios secretos de este tipo. En 2008, Estados Unidos admitió que no sabía dónde se encuentran todas las instalaciones nucleares de Pakistán. Los funcionarios de defensa paquistaníes han continuado rechazando y desviando las solicitudes estadounidenses de más detalles sobre la ubicación y seguridad de los sitios nucleares del país.

### Personal
En 2010, el funcionario del Ministerio de Relaciones Exteriores de Rusia, Yuriy Korolev, declaró que hay entre 120 000 y 130 000 personas directamente involucradas en los programas nucleares y balísticos de Pakistán, una cifra considerada extremadamente grande para un país en desarrollo.

### Presunta cooperación extranjera
Históricamente, la República Popular China (RPC) ha sido acusada repetidamente de supuestamente transferir misiles y materiales relacionados con Pakistán. A pesar de que China rechazó enérgicamente los cargos y acusaciones, Estados Unidos alegó que China había desempeñado un papel importante en el establecimiento de la infraestructura de desarrollo de la bomba atómica de Pakistán. También hay informes no oficiales en los medios occidentales de que la tecnología de armas nucleares y el uranio enriquecido para armas fue transferido a Pakistán por China. China siempre ha sostenido que no ha vendido partes o componentes de armas a Pakistán ni a nadie más. En agosto de 2001, se informó que los funcionarios estadounidenses se enfrentaron a China en numerosas ocasiones sobre este tema y señalaron "sin rodeos" a los funcionarios chinos que las evidencias de las fuentes de inteligencia eran "poderosas", lo cual ha sido rechazado por los chinos, que han respondido refiriéndose al apoyo de Estados Unidos en el fortalecimiento militar de Taiwán que, según Beijing, está dirigido en su contra.
Los exfuncionarios estadounidenses también han revelado que China supuestamente transfirió tecnología a Pakistán y permitió ensayos nucleares para ello en 1980. Sin embargo, altos científicos y funcionarios rechazaron enérgicamente la revelación de los EE. UU., y en una entrevista concedida a Kamran Khan en 1998, Abdul Qadeer Khan sostuvo el hecho de que, "debido a su sensibilidad, ningún país permite que otro país use su sitio de pruebas para hacer explotar los dispositivos", aunque el Reino Unido realizó tales pruebas en Australia y Estados Unidos. Su declaración también fue rastreada por Samar Mubarakmand, quien reconoció que se llevaron a cabo pruebas nucleares, con el nombre en clave Kirana-I, en un sitio de prueba que fue construido por el Cuerpo de Ingenieros bajo la dirección de la PAEC. Según un informe del Departamento de Defensa de 2001, China ha suministrado a Pakistán materiales nucleares y ha proporcionado asistencia técnica fundamental en la construcción de las instalaciones de desarrollo de armas nucleares de Pakistán, en violación del Tratado de No Proliferación Nuclear, del cual China es signataria. En la visita de 2001 a la India, el Presidente del Comité Permanente de la Asamblea Popular Nacional, Li Peng, rechazó todas las acusaciones contra China a los medios de comunicación indios y sostuvo firmemente que "su país no estaba entregando armas nucleares a Pakistán ni transfiriendo tecnología relacionada a éste". Al hablar con corresponsales de los medios de comunicación y parlamentarios indios, Li Peng citó con franqueza: "No ayudamos a Pakistán en sus proyectos de bombas atómicas. Pakistán es un país amigo con el que tenemos buenas relaciones económicas y políticas".
En 1986, se informó que ambos países firmaron un tratado mutuo de uso pacífico de tecnología nuclear civil en el que China suministraría a Pakistán una planta de energía nuclear para fines civiles. Se llevó a cabo una gran ceremonia en Beijing, donde el entonces Ministro de Relaciones Exteriores de Pakistán, Yakub Khan, firmó en nombre de Pakistán en presencia de Munir Khan y el Primer Ministro Chino. Por lo tanto, en 1989, Pakistán llegó a un acuerdo con China para el suministro reactor nuclear comercial CHASHNUPP-1 de 300 MW.
En febrero de 1990, el presidente François Mitterrand de Francia visitó Pakistán y anunció que Francia había acordado suministrar una central nuclear comercial de 900 MWe a Pakistán. Sin embargo, después de que la primera mnistra Benazir Bhutto fuera destituida en agosto de 1990, el acuerdo de la central nuclear francesa quedó paralizado y el acuerdo no pudo implementarse debido a restricciones financieras y la apatía del gobierno paquistaní. También en febrero de 1990, el embajador soviético en Pakistán, V. P. Yakunin, dijo que el régimen soviético estaba considerando una solicitud de Pakistán para el suministro de una planta de energía nuclear. La central nuclear civil soviética y francesa estaba en camino durante la década de 1990. Sin embargo, Bob Oakley, el embajador de Estados Unidos en Pakistán, expresó su disgusto por el reciente acuerdo alcanzado entre Francia y Pakistán para la venta de una planta de energía nuclear. Después de las preocupaciones de Estados Unidos, Francia y la Unión Soviética cancelaron los acuerdos de tecnología nuclear civil.
Documentos desclasificados de 1982, publicados en 2012 bajo la Ley de Libertad de Información de EE. UU., argumentaban que la inteligencia de EE. UU. detectó que Pakistán estaba buscando adquisiciones sospechosas de Bélgica, Finlandia, Japón, Suecia y Turquía.
Según informes más recientes, se ha alegado que Corea del Norte había estado suministrando secretamente a Pakistán tecnología de misiles balísticos a cambio de tecnología de armas nucleares.

### Doctrina
Pakistán se niega a adoptar la doctrina de "no utilizar primero", lo que indica que atacaría a la India con armas nucleares incluso si India no las usara primero. La postura nuclear asimétrica de Pakistán tiene una influencia significativa en la decisión de India y su capacidad de tomar represalias, como se demostró en las crisis de 2001 y 2008, cuando actores no estatales llevaron a cabo ataques mortales en suelo indio, solo para encontrar una respuesta relativamente moderada de India. Un portavoz militar declaró que "la amenaza de Pakistán de un primer uso nuclear disuadió a la India de considerar seriamente los ataques militares convencionales". India es el principal vecino geográfico de Pakistán y su principal competidor estratégico, lo que ayuda a impulsar la capacidad de guerra convencional y el desarrollo de armas nucleares de Pakistán: los dos países comparten una frontera de 2900 km y han sufrido una historia violenta: cuatro guerras en menos de siete décadas. Las últimas tres décadas han visto a la economía de la India eclipsar a la de Pakistán, lo que ha permitido que la primera supere a la segunda en gastos de defensa con una proporción decreciente del PIB. En comparación con la población, "India es más poderosa que Pakistán en casi todas las métricas de poder militar, económico y político, y la brecha sigue creciendo", afirma un informe del Centro Belfer de Ciencia y Asuntos Internacionales,

### Teoría de la disuasión
La teoría de la disuasión nuclear ha sido interpretada con frecuencia por los diversos gobiernos en el tiempo de efecto de Pakistán. Aunque la teoría de la disuasión nuclear fue adoptada oficialmente en 1998 como parte de la teoría de defensa de Pakistán, por otro lado, la teoría ha sido interpretada por el gobierno desde 1972. La relativa debilidad en la guerra de defensa se destaca en la postura nuclear de Pakistán, que Pakistán considera su principal disuasivo de las ofensivas convencionales indias o un ataque nuclear de éste. El teórico nuclear - General de Brigada, Feroz Hassan Khan, agrega: "La situación de Pakistán es similar a la posición de la OTAN en la Guerra Fría. Hay brechas geográficas y corredores similares a los que existían en Europa [...], que son vulnerables a la explotación por parte de fuerzas indias mecanizadas [...]. Con su fuerza convencional relativamente más pequeña y sin los medios técnicos adecuados, especialmente en alerta temprana y vigilancia, Pakistán se basa en una política defensiva nuclear más proactiva".
El politólogo indio Vipin Narang, sin embargo, sostiene que la postura de escalada asimétrica de Pakistán, o el rápido primer uso de armas nucleares contra ataques convencionales para disuadir su debilidad, aumenta la inestabilidad en el sur de Asia. Narang apoya sus argumentos señalando el hecho de que, dado que la postura nuclear de represalia asegurada de la India no ha disuadido estas provocaciones, la postura nuclear pasiva de Pakistán ha neutralizado las opciones convencionales de la India por ahora; las represalias limitadas serían inútiles desde el punto de vista militar, y las represalias convencionales más significativas están simplemente fuera de la mesa.
Los estrategas de las Fuerzas Armadas de Pakistán han cedido activos nucleares y cierto grado de autoridad en el código de lanzamiento nuclear a oficiales de nivel inferior para garantizar la usabilidad de las armas en un escenario de "niebla de guerra", haciendo creíble su doctrina de disuasión. En una perspectiva militar adicional, la Fuerza Aérea de Pakistán (PAF), ha sostenido retrospectivamente que "la teoría de la defensa no tiene por objeto entrar en una 'carrera nuclear' , sino seguir una política de 'coexistencia pacífica' en la región, no puede permanecer ajeno a los desarrollos en el sur de Asia". Los funcionarios y estrategas del Gobierno de Pakistán han enfatizado constantemente que la disuasión nuclear tiene como objetivo mantener un equilibrio para salvaguardar su soberanía y garantizar la paz en la región.
El motivo de Pakistán para llevar a cabo un programa de desarrollo de armas nucleares no es nunca permitir otra invasión de Pakistán. El presidente Muhammad Zia-ul-Haq supuestamente le dijo al primer ministro indio Rajiv Gandhi en 1987 que: "Si sus fuerzas cruzan nuestras fronteras por una pulgada, vamos a aniquilar sus ciudades".
Pakistán no ha firmado el Tratado de No Proliferación (TNP) ni el Tratado de Prohibición Completa de los Ensayos Nucleares (CTBT). Según el informe del Departamento de Defensa de los Estados Unidos citado anteriormente, "Pakistán se mantiene firme en su negativa a firmar el TNP, afirmando que lo haría solo después de que India se adhiera al Tratado. Pakistán ha respondido al informe afirmando que los propios Estados Unidos no han ratificado el TPCEN. En consecuencia, no todas las instalaciones nucleares de Pakistán están bajo las salvaguardias del OIEA. Los funcionarios paquistaníes han declarado que la firma del TPCEN es lo mejor para Pakistán, pero que Pakistán lo hará solo después de desarrollar un consenso interno sobre el tema, y han desmentido cualquier conexión con la decisión de la India ".
El Servicio de Investigación del Congreso, en un informe publicado el 23 de julio de 2012, dijo que, además de ampliar su arsenal nuclear, Pakistán podría ampliar las circunstancias en las que estaría dispuesto a utilizar armas nucleares.

### Mando y control nuclear
La organización institucional gubernamental autorizada para tomar decisiones críticas sobre la postura nuclear de Pakistán es la Autoridad de Comando Nacional de Pakistán (NCA), cuyo origen fue en la década de 1970 y se ha establecido constitucionalmente desde febrero del 2000. La NCA está compuesta por dos comités cívico-militares que asesoran tanto al Primer Ministro como al Presidente de Pakistán, sobre el desarrollo y despliegue de armas nucleares; también es responsable del mando y control en tiempo de guerra. En 2001, Pakistán consolidó aún más su infraestructura de armas nucleares al construir los Laboratorios de Investigación Khan y la Comisión de Energía Atómica de Pakistán bajo el control de un Complejo de Defensa Nuclear. En noviembre de 2009, el presidente de Pakistán, Asif Ali Zardari, anunció que sería reemplazado por el primer ministro Yusuf Raza Gilani como presidente de la NCA. La NCA está formada por el Comité de Control del Empleo (ECC) y el Comité de Control del Desarrollo (DCC), ambos ahora presididos por el Primer Ministro. El ministro de Relaciones Exteriores y el ministro de Economía actúan como vicepresidentes de la ECC, el organismo que define la estrategia nuclear, incluido el despliegue y el empleo de fuerzas estratégicas, y asesora al primer ministro sobre el uso nuclear. El comité incluye a los principales ministros del gabinete, así como a los respectivos jefes de personal militar. El ECC revisa las presentaciones sobre las percepciones de amenazas estratégicas, monitorea el progreso del desarrollo de armas y decide las respuestas a las amenazas emergentes. También establece pautas para prácticas efectivas de comando y control para salvaguardar contra el uso accidental o no autorizado de armas nucleares.
El Presidente del Comité de Jefes de Estado Mayor Conjunto es el vicepresidente del Comité de Control de Desarrollo (DCC), el organismo responsable del desarrollo y supervisión de armas que incluye el liderazgo militar y científico de la nación, pero no su liderazgo político. A través del DCC, los científicos civiles de alto nivel mantienen un estricto control de la investigación científica y ética; el DCC ejerce control técnico, financiero y administrativo sobre todas las organizaciones estratégicas, incluidos los laboratorios nacionales y las organizaciones de investigación científicas asociadas con el desarrollo y la modernización de las armas nucleares y sus sistemas vectores. Funcionando a través de la SPD, el DCC supervisa el progreso sistemático de los sistemas de armas para cumplir con los objetivos de fuerza establecidos por el comité.
Bajo la Autoridad de Mando Nuclear, su secretaría, la División de Planes Estratégicos (SPD), es responsable de la protección física y de garantizar la seguridad de todos los aspectos de los arsenales nucleares del país, al igual que mantener una fuerza dedicada a este fin. La SPD funciona bajo el mando del Comité de Jefes de Estado Mayor Conjunto en la Sede del Estado Mayor Conjunto (JS HQ) y reporta directamente al Primer Ministro. La planificación integral de la fuerza nuclear está integrada con la planificación de guerra convencional en el Consejo de Seguridad Nacional (NSC). Según los funcionarios de los círculos de ciencia militar de Pakistán, es el comité cívico-militar de alto perfil compuesto por los ministros del Gabinete, el presidente, el primer ministro y los cuatro jefes de servicios, todos los cuales se reservan el derecho de ordenar el despliegue y el uso operativo de las armas nucleares. Las decisiones políticas finales y ejecutivas sobre el despliegue de arsenales nucleares, el uso operativo y las políticas de armas nucleares se toman durante las sesiones del Comité de Defensa del Gabinete, que está presidido por el Primer Ministro. Es este Consejo del DCC donde el Primer Ministro aprueba las directrices políticas finales, las discusiones y los despliegues operativos de los arsenales nucleares. El DCC reafirmó sus políticas de desarrollo de energía nuclear y arsenales a través de los medios de comunicación del país.

### Asistencia de seguridad de EE. UU.
Desde finales de 2001, Estados Unidos ha proporcionado asistencia material para ayudar a Pakistán a proteger su material nuclear, ojivas y laboratorios. El costo del programa ha sido de casi 100 millones de dólares. Específicamente, Estados Unidos ha proporcionado helicópteros, gafas de visión nocturna y equipos de detección nuclear. Además, Estados Unidos ha financiado la creación de un centro de capacitación en seguridad nuclear, vallas, detectores de intrusos y sistemas de identificación.
Durante este período, Pakistán también comenzó a desarrollar un moderno régimen regulador de las exportaciones con la ayuda de Estados Unidos. Este complementa el programa Megapuertos de la Administración Nacional de Seguridad Nuclear de EE. UU. En Puerto Qasim, Karachi, que desplegó monitores de radiación y equipos de imágenes vigilados por una estación central de alarma de Pakistán.
Pakistán rechazó la oferta de una tecnología de Enlace de Acción Permisiva (PAL), un sofisticado programa de "liberación de armas" que inicia el uso mediante controles y contrapesos específicos, posiblemente porque temía la implantación secreta de interruptores. Pero desde entonces se cree que Pakistán ha desarrollado e implementado su propia versión de PAL y los oficiales militares estadounidenses han declarado que creen que los arsenales nucleares de Pakistán están bien asegurados.

#### Preocupaciones de seguridad de los Estados Unidos
Desde 2004, al parecer, el gobierno de Estados Unidos ha estado preocupado por la seguridad de las instalaciones nucleares y las armas de Pakistán. Los informes de prensa han sugerido que Estados Unidos tiene planes de contingencia para enviar fuerzas especiales para ayudar a "asegurar el arsenal nuclear de Pakistán". En 2007, Lisa Curtis, de la Fundación Heritage, mientras daba testimonio ante el Subcomité de Terrorismo, No Proliferación y Comercio de Asuntos Exteriores de la Cámara de Representantes de los Estados Unidos, concluyó que "evitar que las armas nucleares y la tecnología de Pakistán caigan en manos de terroristas debe ser una prioridad absoluta para los EE. UU.". Sin embargo, el gobierno de Pakistán ha ridiculizado las afirmaciones de que sus armas no están seguras.
Los informes diplomáticos publicados en la filtración de documentos diplomáticos de los Estados Unidos revelaron las preocupaciones de Estados Unidos y Gran Bretaña sobre una posible amenaza planteada por los islamistas. En un documento de febrero de 2009 desde Islamabad, la ex embajadora de Estados Unidos en Pakistán, Anne W. Patterson, dijo: "Nuestra principal preocupación no es que un militante islámico robe un arma completa, sino la posibilidad de que alguien que trabaja en las instalaciones [del gobierno paquistaní] pueda pasar gradualmente material suficiente para eventualmente hacer un arma".
Un informe publicado por The Times a principios de 2010 afirma que Estados Unidos está entrenando a una unidad de élite para recuperar armas o materiales nucleares paquistaníes en caso de que sean confiscados por militantes, posiblemente dentro de la organización de seguridad nuclear paquistaní. Esto se hizo en el contexto del creciente antiamericanismo en las Fuerzas Armadas de Pakistán, los múltiples ataques a pequeñas instalaciones durante los 2 años anteriores y crecientes tensiones. Según el exfuncionario de inteligencia estadounidense Rolf Mowatt-Larssen, las preocupaciones estadounidenses están justificadas porque los militantes han atacado varias instalaciones y bases militares de Pakistán desde 2007. Según este informe, Estados Unidos no conoce la ubicación de todos los sitios nucleares de Pakistán y se le ha negado el acceso a la mayoría de ellos. Sin embargo, durante una visita a Pakistán en enero de 2010, el Secretario de Defensa de Estados Unidos, Robert Gates, negó que Estados Unidos tuviera planes de hacerse cargo de las armas nucleares de Pakistán. 
Un estudio del Centro Belfer de Ciencia y Asuntos Internacionales de la Universidad de Harvard titulado 'Asegurar la bomba 2010', encontró que las reservas de Pakistán "enfrentan una mayor amenaza de los extremistas islámicos que buscan armas nucleares que cualquier otra reserva nuclear en la tierra". 
Según Rolf Mowatt-Larssen, un ex investigador de la CIA y del Departamento de Energía de los Estados Unidos, existe "una mayor posibilidad de una fusión nuclear en Pakistán que en cualquier otro lugar del mundo". La región tiene más extremistas violentos que cualquier otra, el país es inestable y su arsenal de armas nucleares se está expandiendo".
El experto en armas nucleares David Albright, autor del libro 'Peddling Peril', también ha expresado su preocupación de que las armas nucleares de Pakistán puedan no ser seguras a pesar de las garantías de los gobiernos de Pakistán y Estados Unidos. Dijo que Pakistán "ha tenido muchas filtraciones de su programa de información clasificada y equipo nuclear sensible, por lo que hay que preocuparse de que pueda ser adquirido en Pakistán". Sin embargo, el funcionario de inteligencia de Estados Unidos dijo que no hay indicios de que los terroristas hayan obtenido algo de Pakistán, y agregó que ahora mismo hay confianza en el aparato de seguridad de Pakistán. Los paquistaníes almacenan su arsenal nuclear de una manera que dificulta juntar las piezas; es decir, los componentes están ubicados en diferentes lugares. El funcionario dijo que Pakistán ha implementado las salvaguardas apropiadas. 
Un estudio de 2010 del Servicio de Investigación del Congreso titulado 'Armas nucleares de Pakistán: cuestiones de proliferación y seguridad' señaló que, a pesar de que Pakistán había tomado varias medidas para mejorar la seguridad nuclear en los últimos años, la inestabilidad en Pakistán ha puesto en duda el alcance y la durabilidad de estas reformas. 
En abril de 2011, el subdirector general del OIEA, Denis Flory, declaró seguro y protegido el programa nuclear de Pakistán. Según el OIEA, Pakistán aporta actualmente más de 1.16 millones de dólares al Fondo de Seguridad Nuclear del OIEA, lo que convierte a Pakistán en el décimo contribuyente más importante.
En respuesta a un artículo de noviembre de 2011 en The Atlantic escrito por Jeffrey Goldberg que destaca las preocupaciones sobre la seguridad del programa de armas nucleares de Pakistán, el gobierno paquistaní anunció que capacitaría a 8000 personas más para proteger el arsenal nuclear del país. Al mismo tiempo, el Gobierno de Pakistán también denunció el artículo. La capacitación se completaría a más tardar en 2013.
Pakistán sostiene constantemente que ha reforzado la seguridad durante varios años. En 2010, el presidente del Estado Mayor Conjunto, el general Tariq Majid, exhortó a la delegación mundial en la Universidad de Defensa Nacional a que "el mundo debe aceptar a Pakistán como potencia nuclear ". Si bien descarta todas las preocupaciones sobre la seguridad del arsenal nuclear del país, el general Majid mantiene: "Estamos asumiendo nuestra responsabilidad con la máxima vigilancia y confidencia. Hemos establecido un régimen muy sólido que incluye mecanismos y procesos de varios niveles para asegurar nuestros activos estratégicos, y hemos brindado la máxima transparencia en nuestras prácticas. Hemos tranquilizado a la comunidad internacional sobre este tema una y otra vez y nuestro historial desde el momento en que se hizo público nuestro programa de bombas atómicas ha sido impecable".
El 7 de septiembre de 2013, el Departamento de Estado de los Estados Unidos dijo que "Pakistán tiene una fuerza de seguridad profesional y dedicada que comprende plenamente la importancia de la seguridad nuclear". Pakistán había rechazado anteriormente afirmaciones en los medios estadounidenses de que la administración de Obama estaba preocupada por la seguridad de las armas nucleares de Pakistán, diciendo que el país tiene un sistema profesional y robusto para monitorear sus armas nucleares.

### Consejo de Seguridad Nacional
- Comité de Coordinación Económica (ECC)
- Comité de Control de Desarrollo (DCC)
- Comité de Control de Empleo (ECC)
- Unidad de Monitoreo Financiero (FMU)

#### Comandos de combate estratégicos
- Comando Estratégico de la Fuerza Aérea (AFSC)
- Comando de Fuerzas Estratégicas del Ejército (ASFC)
- Comando de Fuerzas Estratégicas Navales (NSFC)

## Agencias de desarrollo de armas

### Comisión Nacional de Ingeniería y Ciencia (NESCOM)
- Complejo de Desarrollo Nacional (NDC), Islamabad
- Organización de Gestión de Proyectos (PMO), Khanpur
- Complejo de Armas Aéreas (AWC), Hasanabdal
- Centro Nacional de Física (NCP), Islamabad
- Complejo de tecnologías marítimas (MTC), Karachi

### Producción del Ministerio de Defensa
- Fábricas de Artillería de Pakistán (POF), Wah
- Complejo Aeronáutico de Pakistán (PAC), Kamra
- Organización de Ciencia y Tecnología de Defensa (DESTO), Chattar

### Comisión de Energía Atómica de Pakistán (PAEC)
- Dirección de Desarrollo Técnico
- Dirección de Equipamiento Técnico
- Dirección de Contratación Técnica
- Dirección de Servicios de Ciencia e Ingeniería

### Ministerio de Industrias y Producción
- Corporación Estatal de Ingeniería (SEC)
- Complejo de Mecánica Pesada Ltd. (HMC)
- Pakistan Steel Mills Limited, Karachi.
- Fábrica de Máquinas Herramienta de Pakistán

## Sistemas de entrega

### Tierra
Para 2011, Pakistán poseía una amplia variedad de misiles balísticos de alcance medio de hasta 2750 km. Pakistán también posee misiles de crucero Babur con puntas nucleares con alcances de hasta 700 km. En abril de 2012, Pakistán lanzó un Hatf-4 Shaheen-1A, que se dice que es capaz de llevar una ojiva nuclear diseñada para evadir los sistemas de defensa antimisiles. Estos misiles terrestres están controlados por el Comando de Fuerzas Estratégicas del Ejército de Pakistán.
También se cree que Pakistán está desarrollando armas nucleares tácticas para su uso en el campo de batalla con alcances de hasta 60 km, como el misil Nasr. Según Jeffrey Lewis, director del Programa de No Proliferación de Asia Oriental del Instituto de Estudios Internacionales de Monterey, citando un artículo de noticias de Pakistán, Pakistán está desarrollando su propio equivalente al lanzador Davy Crockett con una ojiva miniaturizada que puede ser similar al W54.

### Aire
Se cree que la Fuerza Aérea de Pakistán (PAF) practicó el "toss bombing" en las décadas de 1980 y 1990, un método para lanzar armas desde cazabombarderos que también se pueden utilizar para lanzar ojivas nucleares.[cita requerida] La PAF tiene dos unidades dedicadas (los escuadrones No. 16 'Black Panthers' y No. 26 'Black Spiders') que operan 18 aviones en cada escuadrón (36 aviones en total) tipo JF-17 Thunder, que se cree que es el vehículo preferido para la entrega de armas nucleares. Estas unidades son una parte importante del Comando Estratégico de la Fuerza Aérea, un comando responsable de la respuesta nuclear. La PAF también opera una flota de cazas F-16 (de los cuales 18 fueron entregados en 2012 y confirmados por el general Ashfaq Parvez Kayani), que son capaces de portar armas nucleares. Con un tercer escuadrón en aumento, esto llevaría el número total de aviones dedicados con capacidad nuclear a un total de 54. La PAF también posee el misil de crucero Ra'ad lanzado desde el aire que tiene un alcance de 350 km y puede llevar una ojiva nuclear con un rendimiento de entre 10 kt y 35 kt.
Un informe de 2016 de Hans M. Kristensen declaró que "los F-16 fueron considerados los primeros aviones con capacidad nuclear en el arsenal de Pakistán y el Mirage III francés también se actualizó para llevar un nuevo misil de crucero de lanzamiento aéreo. Pero Estados Unidos presentó su caso. Lo que Pakistán haga una vez que obtenga los aviones depende inevitablemente de ellos", dijo. El informe también indicó que Pakistán está obligado bajo los términos de su contrato a pedir permiso a los Estados Unidos antes de que los combatientes se conviertan. Hasta la fecha, Estados Unidos solo ha otorgado permiso implícito a dos países (Pakistán e Israel) para modificar sus F-16 para que lleven ojivas nucleares.
También se ha informado de que un misil de crucero lanzado desde el aire (ALCM) con un alcance de 350 km ha sido desarrollado por Pakistán, designado Hatf 8 y llamado Ra'ad ALCM, que teóricamente puede estar armado con una ojiva nuclear. Se informó que fue probado por un caza Mirage III y, según un funcionario occidental, se cree que es capaz de penetrar algunos sistemas de defensa antiaérea y antimisiles.

### Mar
Se informó públicamente por primera vez que la Armada de Pakistán estaba considerando el despliegue de armas nucleares en submarinos en febrero de 2001. Más tarde, en 2003, el almirante Shahid Karimullah, entonces jefe de Estado Mayor Naval, declaró que no había planes para desplegar armas nucleares en submarinos, pero si se "forzaba" a hacerlo. En 2004, la Armada de Pakistán estableció el Comando de Fuerzas Navales Estratégicas y lo hizo responsable de contrarrestar y combatir las armas de destrucción masiva de base naval. La mayoría de los expertos creen que Pakistán está desarrollando una variante basada en el mar del Hatf VII Babur, que es un misil de crucero lanzado desde tierra con capacidad nuclear.
El 9 de enero de 2017, Pakistán llevó a cabo con éxito el lanzamiento del misil Babur III desde una plataforma móvil submarina. El Babur-III tiene un alcance de 450 km y se puede utilizar para crear un segundo ataque. Se ha especulado que, en última instancia, el misil está diseñado para incorporarse al submarino de la clase Agosta 90B, que se ha informado, ha sido modificado. Sin embargo, todavía no se han realizado tales pruebas. El 29 de marzo de 2018, Pakistán informó que el misil había sido probado nuevamente con éxito.
Con una reserva de plutonio, Pakistán podría producir una variedad de ojivas nucleares en miniatura que le permitirían lanzar misiles antibuques C-802 y C-803, así como desarrollar torpedos nucleares, bombas de profundidad nucleares y minas navales nucleares.[cita requerida]

#### Submarino nuclear
En respuesta directa al INS Arihant, el primer submarino nuclear de la India, la Armada de Pakistán impulsó una propuesta para construir su propio submarino nuclear. Muchos expertos militares creen que Pakistán tiene la capacidad de construir un submarino nuclear y está listo para construir una flota de ese tipo. En febrero de 2012, la Armada anunció que comenzaría a trabajar en la construcción de un submarino nuclear para enfrentar mejor la amenaza nuclear de la Armada de la India. Según la Armada, el submarino nuclear es un proyecto ambicioso y será diseñado y construido de forma autóctona. Sin embargo, la Marina enfatizó que "la finalización del proyecto y las pruebas tomarían entre 5 y 8 años para construir el submarino nuclear, luego de lo cual Pakistán se uniría a la lista de países que tienen un submarino nuclear".